# Pocket UFO
Pocket UFO (с англ. — «Карманный НЛО») — компьютерная игра для платформы Pocket PC, являющаяся неофициальной переделкой популярной стратегической игры X-COM: UFO Enemy Unknown (также продававшейся в Европе под названием «UFO: Enemy Unknown», «НЛО: враг неведом»). Игра была разработана фирмой SMK Software из Волгограда, и распространяется бесплатно.

## История создания
С самого начала разработки игра привлекла внимание игровой общественности, и уже в 2004 году игра была (фактически заочно) признана победителем в конкурсе первой российской специализированной игровой мобильной премии PocketGames.ru Gold Game Awards в номинации «Лучшие игры для Windows Mobile», а также премии «The Best Developer of games for Pocket PC 2004».

## Отличия от исходной игры
Как и «НЛО: враг неведом», игра представляет собой смесь стратегии в реальном времени и пошаговой стратегии. Целью создания игры был перенос оригинального «НЛО: враг неведом» на портативный наладонный компьютер или коммуникатор, работающий под управлением операционной системой класса Windows CE. Несмотря на это, игра имеет несколько принципиальных и косметических отличий:
- Совершенно изменилось изображение «глобуса» в стратегической части игры, так же как и значительная часть графики.
- Подчиняясь требованиям платформы, разработчики минимизировали набор элементов управления на панели с целью уменьшить её размер (мало используемые кнопки были исключены, а часть кнопок перенесена в главное меню).
- Появилось такое понятие, как двуручное оружие. Это значит, что персонаж не может взять в руки сразу две единицы «двуручного оружия» (например, бластерную установку и ракетницу) одновременно.
- Введено понятие веса. Таким образом, если у персонажа уровень силы мал, то передвигаться с тяжёлым оружием он будет медленнее — сократятся очки действий (о превышении веса сигнализирует цвет надписи в инвентаре).
- Огонь действительно сжигает врага.
- Объекты, лежащие на полу помечаются ореолом.
- Взрывы стали трёхмерными. Если выстрелить зажигательным снарядом по второму этажу, то огонь спустится и на первый.
- Значительно улучшен алгоритм нахождения пути, а также искусственный интеллект пришельцев.

## Обзоры
- Дашкевич Виктор. Игровая классика на коммуникаторах. Pocket UFO. Mobile-review.com. mobile-review.com (31 августа 2006). Дата обращения: 3 декабря 2017.